# Municipio de Dayton (condado de Chickasaw)
El municipio de Dayton (en inglés: Dayton Township) es un municipio ubicado en el condado de Chickasaw en el estado estadounidense de Iowa. En el año 2010 tenía una población de 1615 habitantes y una densidad poblacional de 16,97 personas por km².

## Geografía
El municipio de Dayton se encuentra ubicado en las coordenadas 43°2′17″N 92°22′35″O / 43.03806, -92.37639. Según la Oficina del Censo de los Estados Unidos, el municipio tiene una superficie total de 95.19 km², de la cual 95,07 km² corresponden a tierra firme y (0,13 %) 0,12 km² es agua.

## Demografía
Según el censo de 2010, había 1615 personas residiendo en el municipio de Dayton. La densidad de población era de 16,97 hab./km². De los 1615 habitantes, el municipio de Dayton estaba compuesto por el 96,41 % blancos, el 0,5 % eran afroamericanos, el 0,06 % eran amerindios, el 0,37 % eran asiáticos, el 1,86 % eran de otras razas y el 0,8 % eran de una mezcla de razas. Del total de la población el 3,03 % eran hispanos o latinos de cualquier raza.